# Klaus Hermsdorf
Klaus Hermsdorf (n. 16 iunie 1929, Camburg, Turingia, Germania – d. 16 martie 2006, Berlin, Germania) a fost un cercetător literar german. El este considerat cel mai important cercetător al vieții și operei lui Kafka din RDG.

## Biografie
În 1947 a absolvit studiile secundare la Gera și a lucrat în perioada 1948-1949 ca ofițer de presă la Consiliul local al orașului Gera, apoi a fost în perioada 1949-1950 redactor asistent la ziarul Thüringische Landeszeitung din Weimar. A urmat între 1950 și 1954 studii de limba și literatura germană, istoria artei și studii dramatice la Universitatea Humboldt din Berlin. A susținut examenul de stat cu teza „Begriff der Arbeit in Goethes Wilhelm Meisters Wanderjahren” elaborată sub conducerea profesorului Leopold Magon. După 1954 a fost cercetător asistent în subordinea profesorului Alfred Kantorowicz, care a fugit în 1957 în Berlinul de Vest. În semestrul de iarnă al anului 1959 Hermsdorf a obținut un post de asistent superior la Institutul de Germanistică a Universității Humboldt din Berlin și a susținut doctoratul cu teza „Franz Kafkas Romanfragment Der Verschollene (Amerika)”.
Din 1961 până în 1964 Hermsdorf a fost lector de limba germană la Universitatea Carolină din Praga, iar în 1963 a participat la Conferința despre Kafka de la Liblice. În 1964 s-a întors pe post de cercetător științific la Institutul de Germanistă al Universității Humboldt, unde a condus Departamentul de Literatură germană contemporană. În 1967 a promovat examenul de doctor habilitat cu teza „Thomas Mann Schelme. Untersuchungen zur Entwicklung eines Figurentyps”.
Între 1968 și 1974 a fost lector de literatură germană la Institutul de Germanistică și apoi la nou-înființata secție de Filologie/Germanistică a Universității Humboldt. În același timp, el a fost, de asemenea, lector de limba germană la Universitatea din Varșovia (Uniwersytet Warszawski) și a condus acest lectorat extern până în anul 1973. În 1974, Hermsdorf a devenit profesor universitar de literatură germană la Universitatea Ernst-Moritz-Arndt- din Greifswald. După cinci ani s-a transferat la Secția de Germanistică a Universității Humboldt, unde a rămas până la pensionarea sa în 1994.
Hermsdorf a lucrat în ciuda problemelor avansate de vedere până la o vârstă înaintată pe un calculator personalizat, cu funcție vocală. În 2006, a apărut postum la editura Theater der Zeit autobiografia lui Klaus Hermsdorf.

## Lucrări
- Kafka. Weltbild und Roman, Rütten und Loening, Berlin, 1961
- (cu Hugo Fetting și Silvia Schlenstedt) Exil in den Niederlanden und in Spanien. Reclam, Leipzig 1981 [BRD-Lizenzausgabe: Röderberg-Verlag, Frankfurt am Main 1981, ISBN 3-87682-482-6]
- Amtliche Schriften - Kritische Ausgabe,  Herausgegeben von Klaus Hermsdorf + Benno Wagner. S. Fischer Verlag, Frankfurt, 2004, ISBN 978-3-10-038183-5
- Kafka in der DDR: Erinnerungen eines Beteiligten, Hrsg. von Gerhard Schneider und Frank Hörnigk. [Theater der Zeit. Gemeinschaftsprojekt mit dem Literaturforum im Brecht-Haus Berlin]. Berlin, Theater der Zeit, 2006, ISBN 978-3-934344-93-8